# Larry Ball
Larry Ball é um ex-jogador profissional de futebol americano estadunidense

## Carreira
Larry Ball foi campeão da temporada de 1973 da National Football League jogando pelo Miami Dolphins.